# 앨프리드 J. 로트카
앨프리드 J. 로트카(Alfred J. Lotka, 본명: 앨프리드 제임스 로트카, Alfred James Lotka, 1880년 3월 2일 – 1949년 12월 5일)는 폴란드계 미국인 수학자, 물리화학자, 통계학자였으며 인구 역학 및 에너지학 분야의 연구로 유명했다. 생물물리학자인 로트카는 비토 볼테라와 동시에 독립적으로 개발된 포식자-피식자 모델 제안으로 가장 잘 알려져 있다. 로트카-볼테라 모델은 여전히 생태학의 인구 역학 분석에 사용되는 많은 모델의 기초이다.

## 같이 보기
- 로트카-볼테라 방정식